# FlatOut
FlatOut è un videogioco automobilistico sviluppato dalla Bugbear Entertainment e distribuito nel 2004 dall'Empire Interactive (negli Stati Uniti e in Europa), dalla Konami (in Giappone) e dalla Valve Corporation.
Nel 2007 è stato pubblicato un aggiornamento per Xbox 360.
Nel 2017 il Museo Finlandese dei Giochi (Suomen pelimuseo, dedicato anche a giochi non elettronici) lo annoverò tra i suoi primi 100 classici giochi finlandesi.

## Sequel
Il videogioco è stato seguito da FlatOut 2, e successivamente da FlatOut Ultimate Carnage. Altri sviluppatori hanno in seguito creato FlatOut 3: Chaos & Destruction e FlatOut 4: Total Insanity.